# ニコラス・デ・ラ・クルス
ディエゴ・ニコラス・デ・ラ・クルス・アルコサ（Diego Nicolás De La Cruz Arcosa, 1997年6月1日 - ）は、ウルグアイ・モンテビデオ県モンテビデオ出身のプロサッカー選手。カンピオナート・ブラジレイロ・セリエA・フラメンゴ所属。ウルグアイ代表。ポジションはMF。

## クラブ経歴
2015年にリベルプールFCのトップチームに昇格。2015-16シーズンにプロデビューし、早速プリメーラ・ディビシオン初ゴールを記録。2016年シーズンは4ゴールを記録した。
2017年8月15日、アルゼンチンのCAリーベル・プレートに加入し、4年契約を結んだ。2021年にはスペインのレアル・ソシエダやポルトガルのスポルティングCP、イングランドのマンチェスター・ユナイテッド、イタリアのフィオレンティーナ、ドイツのドルトムントなどヨーロッパ各国のクラブが獲得に意欲を持っていると報じられるも、最終的には2022年末まで契約を更新した。2022年11月11日、リーベル・プレートとの契約を2025年末まで延長した。
2023年12月24日、ブラジルのCRフラメンゴに移籍し、4年契約を結ぶことが発表された。

## 代表経歴
2011年からユース世代のウルグアイ代表に選出され、U-17、U-18と順調に成長し、2017年には2017 FIFA U-20ワールドカップ出場権を賭けた2017 南米ユース選手権のU-20代表に選出され、優勝に貢献し本大会に出場。決勝トーナメントでは1回戦のU-20サウジアラビア戦で先制弾を叩き込み、勝利に導いた。準決勝のU-20ベネズエラ戦でも先制ゴールを挙げるも、試合終了間際にサムエル・ソーサに起死回生の同点ゴールを決められ、延長戦を経てPK戦にもつれ込んだ。5番手にキッカーを任されたデ・ラ・クルスだったが失敗を犯し、チームは敗退した。
2020年10月にフル代表初招集。9日の2022 FIFAワールドカップ・南米予選のチリ戦で代表デビューを果たした。
2024年6月8日、コパ・アメリカ2024に出場するウルグアイ代表メンバーに選出された。

## 私生活
- サントスFCなどでプレーした元ウルグアイ代表のカルロス・サンチェス (1984年生のサッカー選手)は異父兄にあたる[9]。
- 2022年にアルゼンチンの市民権を獲得した[10]。

## 個人成績

### クラブでの成績
2024年1月1日現在
| クラブ             | シーズン       | リーグ戦              | リーグ戦 | リーグ戦 | カップ戦 | カップ戦 | リーグ杯 | リーグ杯 | 国際大会 | 国際大会 | その他 | その他 | 通算 | 通算 |
| クラブ             | シーズン       | ディビジョン          | 出場     | 得点     | 出場     | 得点     | 出場     | 得点     | 出場     | 得点     | 出場   | 得点   | 出場 | 得点 |
| ------------------ | -------------- | --------------------- | -------- | -------- | -------- | -------- | -------- | -------- | -------- | -------- | ------ | ------ | ---- | ---- |
| リベルプール       | 2015-16        | ウルグアージョ        | 17       | 1        | -        | -        | -        | -        | -        | -        | -      | -      | 17   | 1    |
| リベルプール       | 2016           | ウルグアージョ        | 11       | 4        | -        | -        | -        | -        | -        | -        | -      | -      | 11   | 4    |
| リベルプール       | 2017           | ウルグアージョ        | 7        | 3        | -        | -        | -        | -        | 1        | 0        | -      | -      | 8    | 3    |
| リベルプール       | 通算           | 通算                  | 35       | 8        | -        | -        | -        | -        | 1        | 0        | -      | -      | 36   | 8    |
| リーベル・プレート | 2017-18        | スーペルリーガ        | 14       | 0        | 4        | 0        | -        | -        | 2        | 0        | 0      | 0      | 20   | 0    |
| リーベル・プレート | 2018-19        | スーペルリーガ        | 17       | 1        | 2        | 0        | 4        | 3        | 2        | 0        | 4      | 0      | 29   | 4    |
| リーベル・プレート | 2019-20        | スーペルリーガ        | 17       | 4        | 6        | 0        | 4        | 3        | 12       | 3        | 1      | 1      | 40   | 11   |
| リーベル・プレート | 2020           | スーペルリーガ        | -        | -        | 2        | 0        | 7        | 3        | 11       | 3        | 0      | 0      | 20   | 6    |
| リーベル・プレート | 2021           | スーペルリーガ        | 11       | 4        | -        | -        | 11       | 1        | 7        | 0        | 0      | 0      | 29   | 5    |
| リーベル・プレート | 2022           | スーペルリーガ        | 21       | 3        | 3        | 0        | 11       | 1        | 7        | 2        | -      | -      | 42   | 6    |
| リーベル・プレート | 2023           | スーペルリーガ        | 17       | 4        | 2        | 0        | 11       | 2        | 7        | 1        | 1      | 0      | 38   | 7    |
| リーベル・プレート | 通算           | 通算                  | 97       | 16       | 19       | 0        | 48       | 13       | 48       | 9        | 6      | 1      | 218  | 39   |
| フラメンゴ         | 2024           | ブラジレイロ・セリエA |          |          |          |          |          |          |          |          |        |        |      |      |
| キャリア総通算     | キャリア総通算 | キャリア総通算        | 132      | 24       | 19       | 0        | 48       | 13       | 49       | 9        | 6      | 1      | 254  | 47   |

1. ↑  コパ・スダメリカーナ
2. 1 2 3 4 5 6 7  コパ・リベルタドーレス
3. ↑  FIFAクラブワールドカップとレコパ・スダメリカーナに2試合ずつ出場
4. ↑  スーペルコパ・アルヘンティーナ
5. ↑  トロフェオ・デ・カンペオネス・デ・ラ・スーペルリーガ・アルヘンティーナ（英語版）

## 代表歴

### 出場大会
- ウルグアイ代表
  - 2022 FIFAワールドカップ

### 試合数
- 国際Aマッチ 25試合 5得点（2020年-）[12]

2024年1月1日現在
| ウルグアイ代表 | 国際Aマッチ | 国際Aマッチ |
| 年             | 出場        | 得点        |
| -------------- | ----------- | ----------- |
| 2020           | 4           | 0           |
| 2021           | 8           | 0           |
| 2022           | 7           | 2           |
| 2023           | 6           | 3           |
| 2024           |             |             |
| 通算           | 25          | 5           |

### 得点
| No. | 年月日         | 開催地                                   | 対戦相手国 | スコア | 結果 | 試合概要                          |  |
| --- | -------------- | ---------------------------------------- | ---------- | ------ | ---- | --------------------------------- |  |
| 1.  | 2022年6月11日  | モンテビデオ, エスタディオ・センテナリオ | パナマ     | 3-0    | 5-0  | 親善試合                          |  |
| 2   | 2022年9月27日  | ブラチスラヴァ, テヘルネ・ポレ           | カナダ     | 1-0    | 2-0  | 親善試合                          |  |
| 3   | 2023年9月8日   | モンテビデオ, エスタディオ・センテナリオ | チリ       | 1-0    | 3-1  | 2026 FIFAワールドカップ・南米予選 |  |
| 4   | 2023年9月8日   | モンテビデオ, エスタディオ・センテナリオ | チリ       | 3-1    | 3-1  | 2026 FIFAワールドカップ・南米予選 |  |
| 5   | 2023年10月17日 | モンテビデオ, エスタディオ・センテナリオ | ブラジル   | 2-0    | 2-0  | 2026 FIFAワールドカップ・南米予選 |  |

## タイトル
クラブ
リーベル・プレート
- スーペルリーガ : 2回（2021, 2023）
- コパ・アルヘンティーナ : 2回（2017, 2019)
- スーペルコパ・アルヘンティーナ : 2回（2017-18, 2019-20）
- トロフェオ・デ・カンペオネス（英語版） : 2回（2021, 2023）
- コパ・リベルタドーレス : 1回（2018）
- レコパ・スダメリカーナ : 1回（2019）

U-20ウルグアイ代表
- 南米ユース選手権 : 1回（2017）

個人
- スーペルリーガ年間最優秀外国人選手 : 1回（2020年）
- 南米年間ベストイレブン : 1回（2023年）